# 柳瀬良幹
柳瀬 良幹（やなせ よしもと、1905年（明治38年）11月17日 - 1985年（昭和60年）2月18日）は、日本の行政法学者。学位は、法学博士（1952年）。日本学士院会員。東北大学名誉教授。行政法学から憲法の諸問題を研究する。その理詰めの論述は、ハンス・ケルゼンに通ずる。和歌山県生まれ。美濃部達吉門下。

## 略歴

### 学歴
- 1923年3月 和歌山県立和歌山中学校卒業
- 1926年3月 大阪高等学校文科甲類卒業[1]
- 1929年3月 東京帝国大学法学部政治学科卒業
- 1930年3月 東京帝国大学法学部大学院退学

### 職歴
- 1930年4月 東京帝国大学法学部助手
- 1933年4月 東北帝国大学法文学部助教授
- 1941年5月 東北帝国大学法文学部教授（行政法学講座担任）
- 1953年4月 東北大学法学部教授（大学院法学研究科担当）
- 1955年5月 東北大学学生部長
- 1961年4月 東北大学法学部長・大学院法学研究科長（1964年まで）
- 1969年3月 東北大学退官
- 1969年4月 上智大学法学部教授、東北大学名誉教授
- 1976年3月 上智大学定年退職
- 1976年4月 中京大学法学部教授（大学院法学研究科教授併任）
- 1981年3月 中京大学定年退職
- 1985年2月 逝去。79歳

#### 学内における役職
- 1952年4月 東北大学評議員
- 1955年5月 東北大学評議員
- 1961年4月 東北大学評議員

#### 学外における役職
- 1942年3月 高等試験臨時委員
- 1949年8月 司法試験考査委員
- 1955年5月 法制審議会行政訴訟部会委員
- 1977年11月 日本学士院会員

## 柳瀬行政法学の特徴
- 徹底した“法実証主義”と“論理主義”。しかし、その結果“異説”としての扱いを受ける。
- 高柳信一、杉村敏正、室井力、兼子仁など美濃部・田中説批判をした（当時の）新しい学説と、論者の意識的・無意識的に関らず類似点が存在する。

参考文献：藤田宙靖『行政法学の思考形式〔増補版〕』（木鐸社・2002年）

## 著書
- 『行政法の基礎理論』（弘文堂、1940-41年）
- 『行政法における公法と私法』（有斐閣、1943年）
- 『行政行為の瑕疵』（河出書房、1943年）
- 『人権の歴史』（明治書院、1949年）
- 『行政法』（角川書店、1950年）
- 『行政法講義』（良書普及会、1951年）
- 『憲法と地方自治』（有信堂、1954年）
- 『地方自治に対する国の権力』（日本評論社、1954年）
- ヨーロッパところどころ 有信堂 1957 文化新書
- 『行政法教科書』（有斐閣、1958年）
- 『公用負担法』（有斐閣法律学全集、1960年）
- 『元首と機関』（有斐閣、1969年）
- 法書片言 心の影 良書普及会 1969
- 『自治法と土地法』（有信堂、1969年）
- 幽霊の正体 擬・侏儒の言葉 良書普及会 1979.10
- 月々録抄 柳瀬良幹先生遺風 柳瀬良幹先生を偲ぶ会 1986.2

## 共編
- 行政法講座 全6巻 田中二郎,原竜之助共編 有斐閣 1956
- 法学概論 高柳真三共編 角川書店 1962
- 憲法・行政法小事典 清宮四郎共編著 有信堂 1964

## 記念論集
- 行政行為と憲法 柳瀬博士東北大学退職記念 編者:小嶋和司,藤田宙靖 有斐閣 1972

## 関連人物
- 美濃部達吉（柳瀬の師）
- 田中二郎（美濃部研究室時代からのライバル）
- 清宮四郎（東北帝国大学憲法学講座担任に迎える）
- 小嶋和司（東北大学憲法学講座担任に迎える）
- 菅野喜八郎（事実上の弟子）
- 尾吹善人（事実上の弟子）
- 藤田宙靖（東北大学行政法学講座の後継者）